# Niton Junction
Niton Junction est un hameau (hamlet) du Comté de Yellowhead, situé dans la province canadienne d'Alberta.

## Démographie
En tant que localité désignée dans le recensement de 2011, Niton Junction a une population de 26 habitants dans 11 de ses 11 logements, soit une variation de -78.2% par rapport à la population de 2006. Avec une superficie de 1,011 1 km2, le hameau possède une densité de population de 25,714 6 hab/km2 en 2011.
Concernant le recensement de 2006, Niton Junction abritait 119 habitants dans 44 de ses 44 logements. Avec une superficie de 1,011 1 km2, le hameau possédait une densité de population de 117,7 hab/km2 en 2006.